# Michał Stanisław Orzeszko
Michał Stanisław Orzeszko herbu Korab – marszałek piński w latach 1731-1750, wojski piński w latach 1718-1731, stolnik piński w latach 1710-1718, podstoli piński w latach 1700-1710, podstarości piński w latach 1700-1731, sędzia grodzki piński w latach 1697-1700, cześnik liwski już w 1693 roku, podczaszy piński w 1689 roku.
Jako poseł na sejm zwyczajny pacyfikacyjny 1735 roku z powiatu pińskiego i stronnik Augusta III Sasa podpisał uchwałę Rady Generalnej Konfederacji Warszawskiej w 1735 roku.